# Stay Asleep
Stay Asleep is het tweede studioalbum van de Amerikaanse punkband Bigwig. Het album werd uitgegeven op 16 maart 1999 via het punklabel Kung Fu Records op cd en cassette. Stay Asleep is het eerste enige album dat de band via dit platenlabel heeft laten uitgeven. Op 30 september 2014 werd het album heruitgegeven op lp. Eerder die maand, op 16 september, werd er een tijdelijk beschikbare gekleurde lp-versie uitgegeven.
Op dit album is de oorspronkelijk formatie van de band al niet meer te horen: drummer Matt Gray kwam in de plaats spelen van Dan Rominski. Stay Asleep is overigens de eerste van de twee albums van Bigwig waar Gray aan heeft meegewerkt.

## Nummers
Het nummer "Freegan" werd later opnieuw uitgegeven op het compilatiealbum Short Music for Short People (2009) van Fat Wreck Chords. Het album kent een hidden track en twee tracks waar geen geluid op staat: een vóór de hidden track (#15) en een die er na komt (#17).
1. "Still" - 2:06
2. "Dent" - 2:39
3. "Smile" - 3:22
4. "Flavor Ice" - 2:05
5. "Freegan" - 0:34
6. "Falling Down" - 2:39
7. "Friends" - 3:17
8. "Numbers" - 1:59
9. "Sellout" - 2:28
10. "Jerk" - 2:14
11. "13" - 2:43
12. "Stand Up" - 3:00
13. "Boardumb" - 2:41
14. "1-800-Whipped" - 2:59

1. (hidden track) - 4:57

## Band
- John Castaldo - basgitaar, achtergrondzang
- Matt Gray - drums
- Josh Farrell - gitaar, achtergrondzang
- Tom Petta - gitaar, zang